# Andrea Kroksnes

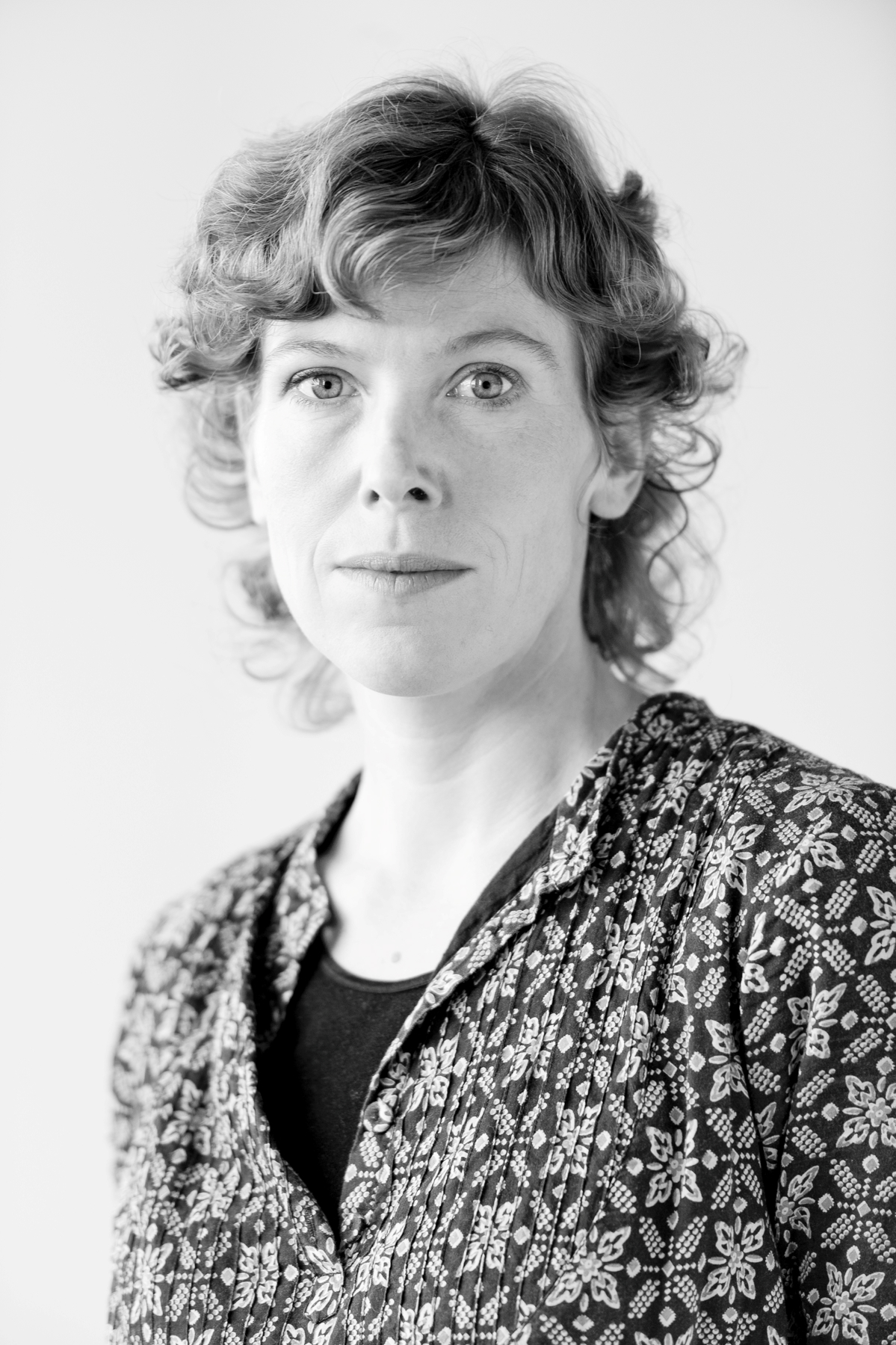
Andrea Kroksnes, 2011

Andrea Kroksnes (* 1971) ist eine deutsch-norwegische Kunsthistorikerin, Kuratorin und Kunstkritikerin. Seit 2001 ist sie Senior Curator am norwegischen Nationalmuseum für Kunst, Architektur und Design in Oslo.

## Werdegang
Nach dem Studium der angewandten Kulturwissenschaften in Lüneburg und „Art History and Criticism“ an der State University of New York in Stony Brook promovierte sie 2002 bei Donald Kuspit und Nicholas Mirzoeff. Ihre Dissertation Reframing the 80s: Visual Culture and the Picture Generation beschäftigte sich mit der Bedeutung der Visual Culture für die Rezeption von zeitgenössischer Kunst. Seit Herbst 2001 ist sie als Senior Curator am Museet for Samtidskunst, dem nationalen Museum für zeitgenössische Kunst in Oslo, das nach der Zusammenlegung der vier größten Museen 2003 zum Nasjonalmuseet for Kunst, Arkitektur & Design gehört.

## Ausstellungen
Kroksnes organisierte neben thematischen Gruppenausstellungen Einzelausstellung internationaler Künstler wie Thomas Ruff (2002 mit der Kunsthalle Baden-Baden), Paul McCarthy (2003 mit dem Kunstverein in Hamburg, kuratiert von Yilmaz Dziewior), Nick Relph/Oliver Payne (2003–2004 mit dem Musée d’art moderne de la Ville de Paris, co-kuratiert mit Hans-Ulrich Obrist), Rémy Zaugg (2004), Louise Lawler (2005), Kirstine Roepstorff (2010 mit den Kunstmuseum Basel) und Ida Ekblad (2013 mit dem Kunstmuseum Luzern und De Vleeshal, Middelburg). 2014 kuratierte Kroksnes die thematische Gruppenausstellung „Take Liberty“ zum Thema Menschenrechte mit Arbeiten von u. a. Ai Weiwei, Pussy Riot, Slavs and Tatars, Susan Hiller, Andrea Bowers und John Akomfrah. Für den neuen Museumsbau des Osloer Nationalmuseums arbeitet sie an einer Louise-Bourgeois-und-Edvard-Munch-Ausstellung für 2019, zusammen mit dem Direktor der Norwegischen Nationalgalerie, Nils Ohlsen. Auf Francesco Bonamis Venedig-Biennale von 2003 co-kuratierte Kroksnes den Nordischen Pavillon.

## Lehraufträge/Wissenschaftliche Arbeit
Kroksnes ist als Lehrbeauftragte an der Universität Lüneburg und an den Kunstakademien in Oslo und Bergen tätig gewesen und verfasste Texte für Kataloge über internationale Künstler wie Karin Mamma Andersen, Maja Bajević, Louise Bourgeois, Kristina Braein, Ida Ekblad, Dan Colen, Nathalie Djuberg, Ólafur Elíasson, Matias Faldbakken, Isaac Julien, Louise Lawler, Olaf Metzel, Alexandra Mir, Helen Mirra, Marjetica Potrc, Lara Schnitger, Robert Smithson, Nick Relph & Oliver Payne, Rirkrit Tiravanija, Rémy Zaugg und Knut Åsdam. Als Kritikerin schrieb sie Essays für Fachzeitschriften und Kompendien wie Artforum, Kunst og Kultur, Texte zur Kunst, Springerin: Hefte für Gegenwartskunst, Siksi: The Nordic Art Review, Parkett und NU.

## Publikationen

### Kataloge/Bücher/Zeitschriften (herausgegeben)
- Nordic Nomads. Ausstellungskatalog, White Columns, New York 1998.
- Flakk. Ausstellungskatalog, The Nordic House, Reykjavík 2000.
- UKS Biennial book. Unge Kunstnernes Samfunn, Oslo 2001.
- Body Matters: Performative Structures in Video, Museum of Contemp. Art. Oslo 2003.
- Devil-May-Care: The Nordic Pavilion at the Venice Biennial 2003. Hatje Cantz/OCA, Stuttgart 2003.
- Andrea Kroksnes, Hans-Ulrich Obrist (Hrsg.): Nick Relph & Oliver Payne. Kerber Verlag, Bielefeld 2003.
- Rémy Zaugg. The Museum of Contemporary Art, Oslo 2004.
- Kunst og Kultur: Visual Culture. Universitetsforlaget, Oslo, 2/2005
- Andrea Kroksnes, Ellen Lerberg, Marianne Yvenes (Hrsg.): Museumfever: Included Louise Lawler. Nasjonalmuseet, Oslo 2005.
- Fantastic Politics: Art in Times of Crisis. Nasjonalmuseet for Kunst, Arkitektur og Design, Oslo 2006.
- Duo: Hans Arp & Knut Henrik Henriksen. Swirdoff Verlag/Sammlung Würth, Oslo 2008.
- Goddesses: A Reader. Nasjonalmuseet for Kunst, Arkitektur og Design, Oslo 2011.
- Take Liberty! Nasjonalmuseet for Kunst, Arkitektur og Design, Oslo 2014.

### Fachartikel (Auswahl)
- Louise Lawler: Specters of Modernism. In: Parkett. Band 57, Dezember 1999, S. 150–161.
- 80s Redux Today. In: Art Mediation. Website for Art and its Mediation. 2001.
- Deconstructing Origin Stories. In: For Art: The Institute of Research Within International Contemporary Art. Oslo 2001.
- The Photographical Turn. In: For Art: The Institute of Research within International Contemporary Art. Oslo 2001
- Videophilosophy. In: Grøgaard und Paasche (Hrsg.): Eye for Time. Unipax, Oslo 2003, S. 110–118.
- Wall to Wall: Kristina Bræin. In: Artforum. März 2004, S. 170–173.
- Ingrid Book and Carina Heden. In: Tema Celeste. März/April 2005
- Nachwort. In: Nicholas Borriaud: Relasjonell Estetikk. Pax Artes, Oslo 2006, S. 169–190.
- Critique of the World as Signature Style. In: Helen Legg and Øystein Ustvedt (Hrsg.): Matias Faldbakken: Shocked into Abstraction. Ikon Gallery and The National Museum; Cornerhouse Publications, Birmingham 2009, S. 97–146.
- Meeting the Wall. In: Jørn Mortensen (Hrsg.): Visual Art in the Oslo Opera House. Press Publishing, Oslo 2011, S. 120–128.
- Ongoing: Reflections on Performativity and the Art Object. In: Elmgreen & Dragset: 1995–2011 Performances. Verlag der Buchhandlung Walter König, Köln 2011, S. 173–177.
- Auf den Spuren der Bedeutung: Louise Lawler’s Aneignungsstrategien. In: Gabriele Schor (Hrsg.): Open Spaces/Secret Places. Museum der Moderne, Salzburg Verlag der Buchhandlung Walther König, Köln 2012, S. 108–112.
- Formlessness as Strategy or Bringing Things Down in the World. In: Nicola Dietrich (Hrsg.): Kirstine Roepstorff: Dried Dew Drops. Kunstmuseum Basel; Nasjonalmuseet Oslo; Hatje Cantz Verlag, Ostfildern 2010, S. 42–49.
- Not at Home. In: Unfinished Journeys. Nasjonalmuseet for Kunst, Arkitektur og Design, Oslo 2012, S. 6–21.
- Höfliche Kunst. In: Kristina Bræin: Dilemma der Höflichkeit. Kerber Verlag, Bielefeld 2013.